# Перт Глори
«Перт Гло́ри» (англ. Perth Glory) — австралийский футбольный клуб из города Перт, Западная Австралия. Выступает в A-League — высшем австралийском дивизионе. Основан в 1996 году. Является самым старым клубом A-League. Домашний стадион — Members Equity Stadium.
В первые годы своего существования выступал в National Soccer League (NSL) (высшей австралийской лиге, существовавшей в 1977—2004 годах). В первые два проведённых сезона был середняком лиги, затем стал одним из её лидеров, дважды становился победителем плей-офф, трижды — регулярного первенства. В то время, наиболее успешное в истории клуба, его тренировал сначала Бернд Штанге, затем Жан-Мишель д’Аврай. После того, как NSL прекратила существование, клуб сумел не просто выжить, а найти средства для участия во вновь образованном под названием A-League австралийском чемпионате. Впрочем, особых успехов в нём клуб не добился, входя в число аутсайдеров лиги (три предпоследних места в трёх последних сезонах).

## Достижения
- Чемпион (победитель плей-офф) National Soccer League (NSL): 2003[1], 2004
- Финалист плей-офф NSL: 2000, 2002, 2012, 2019
- Победитель регулярного первенства A-Лиги: 2018/19
- Победитель регулярного первенства NSL: 1999/2000, 2001/02, 2003/04
- 2-е место в регулярном первенстве NSL: 2002/03
- 3-е место в регулярном первенстве NSL: 1998/99, 2000/01
- Победитель championship series NSL: 2003[2]
- Финалист Предсезонного кубка (Pre-Season Cup) A-Лиги: 2005, 2007

## Список главных тренеров
- Гари Марокки (1996—1999)
- Бернд Штанге (1999—2001)
- Жан-Мишель д’Аврай (2001—2004)
- Стив Макмэхон (2005)
- Алан Вест (2005—2006) (и. о.)
- Рон Смит (2006—2007)
- Дэвид Митчелл (2007—2010)
- Иан Фергюсон (2010—2013)
- Алистер Эдвардс (2013)
- Кенни Лоуи (2013) — (2018)
- Тони Попович (2018) —  (2020)
- Ричард Гарсия  (2020) — (2022)
- Рубен Задкович (2022) — (2023)